# Ewan McGregor
Ewan Gordon McGregor (Crieff, 31 maart 1971) is een Schots acteur. Hij werd in 2002 genomineerd voor een Golden Globe voor zijn hoofdrol als Christian in de musicalfilm Moulin Rouge! en in 2013 nogmaals voor zijn rol als Dr. Alfred Jones in de romantische filmkomedie Salmon Fishing in the Yemen. Meer dan vijftien andere prijzen werden hem daadwerkelijk toegekend, waaronder European Film Awards in 2001 en 2010, een Satellite Award en een British Independent Film Award in 2002 en Empire Awards in 1996, 1997, 1998, 2002 en 2008. In 2024 kreeg hij een ster op de Hollywood Walk of Fame.

## Biografie
McGregor volgde een theateropleiding aan de Guildhall School of Music and Drama, waarna hij in enkele Engelse televisieseries speelde. Eén daarvan was Lipstick on your collar, waarin hij een hoofdrol had. McGregors eerste hoofdrol in een film was die in Shallow Grave (1994), geregisseerd door Danny Boyle. Met dezelfde regisseur speelde McGregor ook een hoofdrol in Trainspotting en in A Life Less Ordinary. 
Bij het Amerikaanse publiek verwierf McGregor bekendheid door zijn rol in de Star Wars-films Episode I, II en III en de televisieserie Obi-Wan Kenobi als de Jedi Obi-Wan Kenobi, de jonge versie van het personage dat in (de eerder uitgekomen) Episodes IV, V en VI werd gespeeld door Alec Guinness. Over zijn personage zei hij:

I find that the most interesting side of playing Obi-Wan Kenobi is trying to portray as a younger man someone we know and love as an older man. (Het meest interessante aan het spelen van Obi-Wan Kenobi vind ik het proberen om iemand die we kennen, en van wie we houden als een oude man, te spelen als een jongere man.)

McGregor trok met zijn vriend Charley Boorman op een BMW R1150GS Adventure-motorfiets van Londen via Rusland, Mongolië, Alaska en Canada naar New York en maakte daarbij de documentaire Long Way Round. In een tweede reeks Long Way Down trok hij van John o' Groats in het uiterste noorden van Schotland naar Kaapstad in Zuid-Afrika. In de derde reeks Long Way Up trok hij van Ushuaia in Argentinië tot Los Angeles.
In 2005 werd McGregor gevraagd als opvolger van Pierce Brosnan voor de rol van James Bond in de film Casino Royale, maar hij weigerde. Hij is in het Verenigd Koninkrijk ambassadeur voor UNICEF.

### Privé
McGregor trouwde in 1995 met Eve Mavrakis. Samen met haar kreeg hij in 1996 hun eerste dochter en in 2001 hun tweede. In 2006 adopteerden ze samen hun derde dochter, een kind dat op straat leefde in Mongolië die McGregor leerde kennen tijdens zijn motorreis The Long Way Round. In 2011 adopteerden ze ook hun vierde dochter. In 2017 gingen ze uit elkaar.
In oktober 2017 werd gemeld dat hij een relatie had met de Amerikaanse actrice Mary Elizabeth Winstead, die hij had ontmoet op de set van Fargo. Hun zoon werd geboren op 27 juni 2021. Ze huwden in april 2022.

## Filmografie
- Bibsys: 1001690
- Biblioteca Nacional de España: XX1288374
- Bibliothèque nationale de France: cb13548789q (data)
- Catàleg d'autoritats de noms i títols de Catalunya: 981058509160906706
- CiNii: DA12625709
- Gemeinsame Normdatei: 121262804
- International Standard Name Identifier: 0000 0001 2132 9874
- Library of Congress Control Number: no97065600
- Nationale Bibliotheek van Letland: 000245239
- MusicBrainz: adc133fb-279c-4011-af61-d40132d7bb80
- Bibliotheek van het Japanse parlement: 00736000
- Nationale Bibliotheek van Tsjechië: js20051010051
- Nationale bibliotheek van Australië: 35319420
- Nationale Bibliotheek van Israël: 987007457004305171
- Nationale Bibliotheek van Polen: a0000001901248
- Nederlandse Thesaurus van Auteursnamen: 152318879
- SNAC: w6kp93td
- Système universitaire de documentation: 050815318
- Trove: 910261
- Virtual International Authority File: 51854561
- WorldCat: E39PBJv8Hj6Df6XgyXWvgWqPcP